# TV-teater i Sverige – Spelåret 1965/66

## Taluppsättningar spelåret 1965/66
| Titel                                    | Datum             | Manus                 | Regissör            | I rollerna (urval)                      | Övrigt                                                             |
| ---------------------------------------- | ----------------- | --------------------- | ------------------- | --------------------------------------- | ------------------------------------------------------------------ |
| Gustav Vasa                              | 1965-09-06        | August Strindberg     | Henrik Dyfverman    | Oscar Ljung, Jan Malmsjö m.fl.          | Historiskt skådespel                                               |
| Ataljé Mia                               | 1965-09-13        | Lars Helgesson        | Gunnel Broström     | Inga Tidblad, Mariann Nordwall          | Pjäs                                                               |
| Bödeln                                   | 1965-09-20        | Pär Lagerkvist        | Bengt Lagerkvist    | Erik Hell, John Elfström m.fl.          | Skådespel                                                          |
| Herr Dardanell och hans upptåg på landet | 1965-10-11        | August Blanche        | Johan Bergenstråhle | Willy Peters, Gösta Ekman m.fl.         | Lustspel i fyra akter med körer och kupletter. Musik: Ulf Björlin. |
| Den bergtagna                            | 1965-10-25        | Victoria Benedictsson | Lars Löfgren        | Gunnel Broström, Anders Ek m.fl.        | En kärlekens tragedi                                               |
| Aftonstjärnan                            | 1965-11-08        | Hjalmar Söderberg     | Bengt Lagerkvist    | Marianne Wesén, Gunvor Pontén m.fl.     | Komedi                                                             |
| Mannen som växte i ett sommarträd        | 1965-11-29        | Max Lundgren          | m                   | Kolbjörn Knudsen, Arne Nyberg m.fl.     | TV-pjäs                                                            |
| Villa med staket                         | 1965-12-20        | Bengt Bratt           | Johan Bergenstråhle | Bertil Norström, Emy Storm m.fl.        | TV-pjäs                                                            |
| Hans nåds testamente                     | 1965-12-26        | Hjalmar Bergman       | Jan Molander        | Gunnar Björnstrand, Karin Kavli m.fl.   | Lustspel                                                           |
| Asmodeus                                 | 1966-01-03        | François Mauriac      | Håkan Ersgård       | Gunn Wållgren, Tina Hedström m.fl.      | Pjäs                                                               |
| Om tobakens skadlighet                   | 1966-01-06        | Anton Tjechov         | Bernt Callenbo      | Jan Erik Lindqvist                      | Humoresk                                                           |
| Tragiker mot sin vilja                   | 1966-01-06        | Anton Tjechov         | Bernt Callenbo      | Lasse Pöysti, Nils Brandt               | Humoresk                                                           |
| En förtrollad natt                       | 1966-01-08        | Sławomir Mrożek       | Yngve Nordwall      | Nils Nygren, John Harryson m.fl.        | Komedi                                                             |
| Hotet                                    | 1966-01-17        | Arnold Wesker         | Johan Bergenstråhle | Gösta Ekman, Lena Granhagen m.fl.       | TV-pjäs                                                            |
| Pyromanerna                              | 1966-01-31        | Max Frisch            | Lars Löfgren        | Stig Järrel, Emy Storm m.fl.            |                                                                    |
| Jungfruleken                             | 1966-02-14        | Jean Genet            | Gösta Folke         | Agneta Prytz, Inger Liljefors m.fl.     |                                                                    |
| Skuggan av Mart                          | 1966-02-21        | Stig Dagerman         | Johan Bergenstråhle | Karin Kavli, Gösta Ekman m.fl.          |                                                                    |
| Den beskedlige älskaren                  | 1966-02-27        | Graham Greene         | Lars Löfgren        | Jan Erik Lindqvist, Gunn Wållgren m.fl. | Komedi                                                             |
| Hemsöborna Serie i 7 avsnitt             | 1966-02-- 1966-04 | August Strindberg     | Bengt Lagerkvist    | Allan Edwall, Sif Ruud m.fl.            | En skärgårdsberättelse                                             |
| En galnings dagbok                       | 1966-03-14        | Nikolaj Gogol         | Bernt Callenbo      | Ernst-Hugo Järegård                     |                                                                    |
| Som om ingenting hänt                    | 1966-03-28        | Vera Nordin           | Lennart Olsson      | Olof Bergström, Emy Storm               | TV-pjäs                                                            |
| Doktor Knock                             | 1966-04-11        | Jules Romains         | Stig Törnroos       | Ernst-Hugo Järegård, Isa Quensel m.fl.  | Komedi                                                             |
| Woyzeck                                  | 1966-04-25        | Georg Büchner         | Håkan Ersgård       | Jens Österholm, Marianne Wesén m.fl.    | Pjäs                                                               |
| Kvinnas man                              | 1966-05-09        | Vilhelm Moberg        | Per-Axel Branner    | Gunn Wållgren, Georg Årlin m.fl.        | Pjäs. Förkortad version för TV-teatern                             |
| Krapps sista band                        | 1966-06-16        | Samuel Becket         | Kurt-Olof Sundström | Stig Järrel                             | Scen                                                               |
| Parisiskan                               | 1966-05-30        | Henry Becque          | Håkan Ersgård       | Catrin Westerlund, Ove Tjernberg m.fl.  | Komedi                                                             |
| Farfar till häst                         | 1966-06-13        | Leif Panduro          | Hans Abramson       | Morgan Andersson, Frej Lindqvist m.fl.  | TV-pjäs                                                            |
| Striptease                               | 1966-07-11        | Sławomir Mrożek       | Yngve Nordwall      | Rune Ottoson, John Harryson             | Pjäs                                                               |
| I dalens skugga                          | 1966-07-25        | John Millington Synge | Josef Halfen        | Kolbjörn Knudsen, Betty Tuvén m.fl.     | Pjäs                                                               |
| På villande hav                          | 1966-07-25        | Sławomir Mrożek       | Yngve Nordwall      | Nils Nygren, Rune Ottoson m.fl.         | Komedi                                                             |